# Danyło Jermolenko
Danyło Jermolenko (Jarmolenko) (zm. 18 lipca 1666) - nakaźny pułkownik perejasławski (od 1663), kozacki hetman nakaźny podczas pobytu hetmana Iwana Briuchowieckiego w Moskwie (od września do grudnia 1665).
Był przeciwnikiem hetmana Petra Doroszenki, donosił na niego wojewodom moskiewskim. Zginął podczas buntu jednego z oddziałów pułku perejasławskiego, który wystąpił przeciw hetmanowi Iwanowi Briuchowieckiemu, a następnie przeszedł na stronę hetmana Doroszenki.